# Haboku sansui
Haboku sansui ou paysage dans la technique du haboku est une peinture monochrome à l'encre sur papier du peintre japonais Sesshū Tōyō (1420-1506). Elle est datée de 1495 et aujourd'hui conservée au Musée national de Tōkyō au Japon.

## Histoire
Cette peinture porte la date de 1495. Sesshū Tōyō avait alors 76 ans et vivait à Yamaguchi (province de Suō). La peinture est accompagnée d'un texte qui explique qu'elle a été offerte par Sesshū à son disciple Josui Sōen qui le quitte pour rentrer dans sa ville de Kamakura. Contrairement à la convention du shigajiku — rouleau de peinture et de poésie — qui caractérise la peinture monochrome japonaise des XIVe et XVe siècles, le texte n'est pas une poésie célébrant la beauté de la vie contemplative. En effet, Sesshū y résume sa carrière, rend hommage à ses maîtres Josetsu et Shūbun et affirme que c'est la nature qui doit servir d'inspiration à la peinture. À ce titre, cette peinture est révélatrice de la personnalité indépendante d'un moine peintre qui avait quitté son monastère de Kyōto pour voyager en Chine et se mettre au service de seigneurs de l'ouest du Japon.

## Description et style
Cette peinture de paysage présente un rocher avec de la végétation, au bas duquel se nichent quelques maisons dont on aperçoit les toits, et qui semblent près d'une étendue d'eau. À l'arrière-plan, en haut de la composition, une montagne est esquissée, comme entraperçue dans la brume.
La technique utilisée est dite haboku, peinture de style cursif ou de style « encre vaporisée », ou encore tachisme, consistant à superposer rapidement dans l'humide des couches de lavis d'encre de différentes tonalités,. La technique haboku ne doit pas être confondue avec la technique hatsuboku. La technique haboku, élaborée par le peintre chinois Yu-kien à l'époque de la dynastie des Song, est parfaitement maîtrisée par Sesshū. Elle donne un effet de modelé velouté, créant un paysage embrumé. 
Il subsiste d'autres œuvres de ce style peintes par Sesshū, comme un paysage conservé au Cleveland Museum of Art ainsi qu'un autre conservé au Musée d'Art Idemitsu à Tokyo. Ils témoignent de la pratique et de la maîtrise de plusieurs techniques par un grand maître de la peinture monochrome japonaise.

Le rouleau complet.
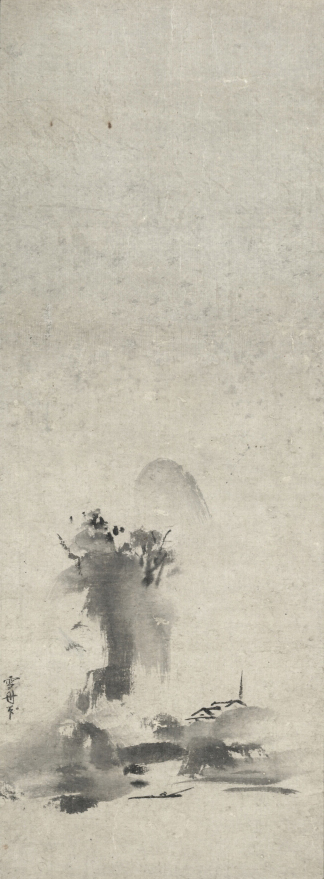
Le paysage du Cleveland Museum of Art.
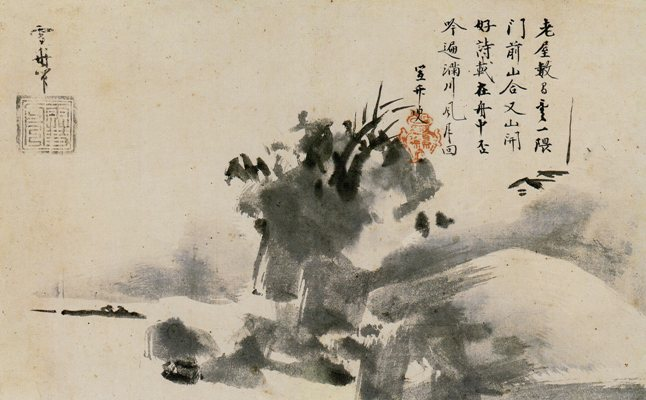
Paysage de Sesshū conservé au Musée d'Art Idemitsu à Tokyo.